# Sam Jones III
Sam Jones ( Boston, Massachusetts, 1983. április 29. –) amerikai színész

## Élete
Massachusettsben nőtt fel, ahol helyi szerveződések keretein belül színészkedett először. Aztán egy nyáron hirtelen fogta magát, és elindult Los Angelesbe szerencsét próbálni. Hamarosan leérettségizett, majd letelepedett a városban. Azóta főállású színész.
Sam kimagaslóan jó kritikát kapott a Cikcakk című film után, amelyben egy autista fiút alakított. Ezt a sikert követően nagy eséllyel szállt harcba a smallville-i Pete Ross szerepéért, melyet meg is kapott. Egy alkalommal a Warner Brothers Kids csatornán, a The Nightmare Room című műsorban is szerepelt, Allison Mack oldalán.

## Filmjei
- Home of the Brave (2006)
- For One Night (2006)
- Glory Road (2006)
- The Practice (2003)
- The Nightmare Room (2002)
- Cikcakk (2002)
- Snipes (2002)

## Televíziós szerepei
- Jog/Ászok : Nevada kontra Carter
- Blue Mountain State (2010)
- Hetedik mennyország (2006)
- Vészhelyzet (2005)
- Smallville (2001-2004)
- CSI: Crime Scene Investigation (2000-2001)
- Pacific Blue (2000)
- Pensacola: A név kötelez (1999)